# Wendenkrone

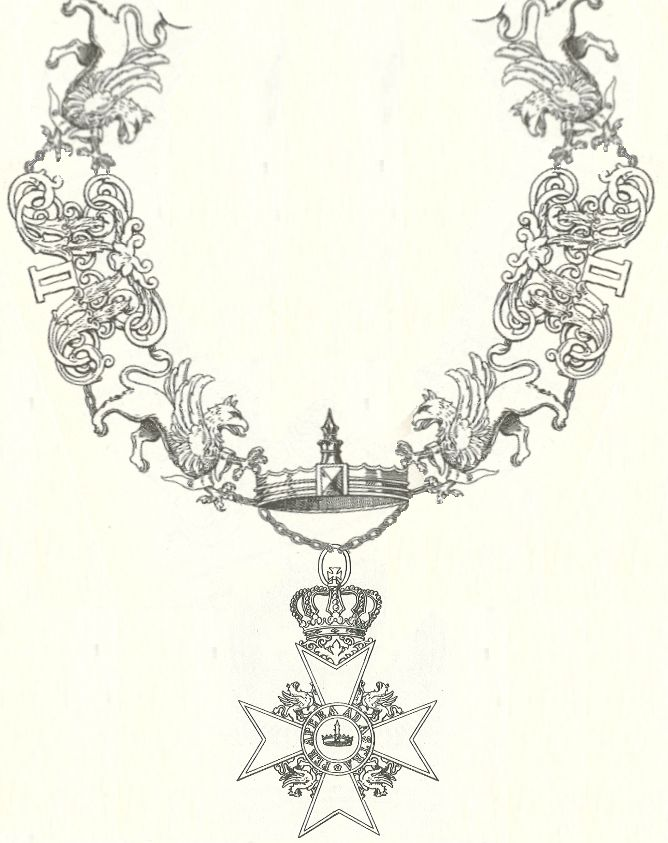
Schmuckkette mit der Wendenkrone als Verbindungsteil am Hausorden

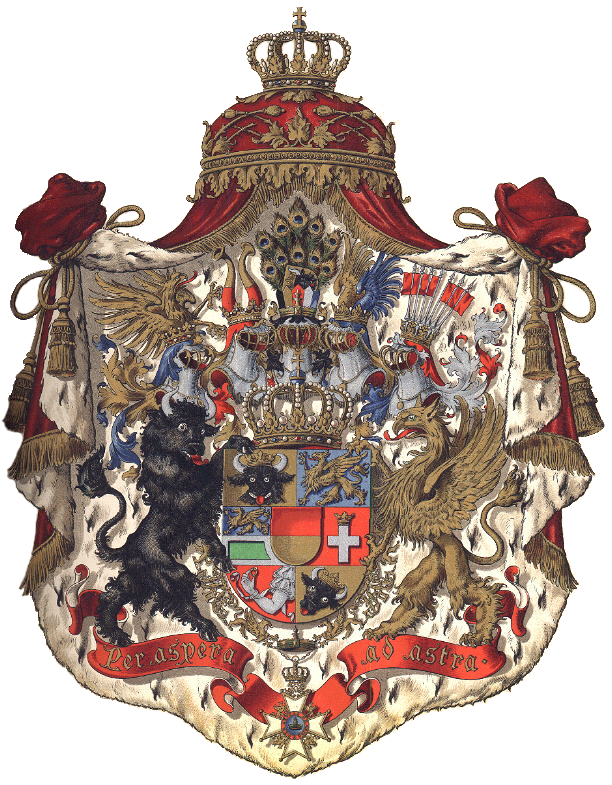
Großes Wappen der Großherzöge von Mecklenburg-Schwerin mit der Wendenkrone als Helmkrone des mittleren Helms

Die Wendenkrone ist eine alte slawische und deutsche Krone.
Die Herrscher von Mecklenburg, Mecklenburg-Schwerin und Mecklenburg-Strelitz führten diese mittelalterliche goldene Krone der Wenden nicht nur im Wappen, sondern auch auf Orden und Auszeichnungen. Die Wendenkrone wird auch auf Ziegeln und im Innenbereich von Schlössern gezeigt. Auch das Friedrich-Franz-Kreuz und die Hausorden der Wendischen Krone sind mit Wendenkronen verziert.